# يوري سوكولوف
"
يوري سوكولوف (بالروسية: Соколов, Юрий Петрович)‏ (مواليد 11 مايو 1929) هو ملاكم روسي، مثّل بلاده في الألعاب الأولمبية الصيفية 1952.

## روابط خارجية
يوري سوكولوف على موقع أوليمبيديا (الإنجليزية)